# Velika Krsna
Velika Krsna (em cirílico:Велика Крсна) é uma vila da Sérvia localizada no município de Mladenovac, pertencente ao distrito de Belgrado, nas regiões de Šumadija e Kosmaj. Possuía uma população de 3253 habitantes segundo o censo de 2002.

## Demografia
| 1948  | 1953  | 1961  | 1971  | 1981  | 1991  | 2002  |
| ----- | ----- | ----- | ----- | ----- | ----- | ----- |
| 4 669 | 4 712 | 4 576 | 4 129 | 3 984 | 3 880 | 3 253 |